# Lijst van beschermde monumenten in Caribisch Nederland

Caribisch Nederland

De volgende eilanden hebben beschermde monumenten binnen Caribisch Nederland: 
- Lijst van beschermde monumenten op Bonaire
- Lijst van beschermde monumenten op Sint Eustatius
- Lijst van beschermde monumenten op Saba